# Canadian National Tug no. 6
Le Canadian National Tug no. 6 était un remorqueur à moteur diesel détenu et exploité par la Compagnie des Chemins de fer nationaux du Canada (CNR) sur le lac Okanagan, en Colombie-Britannique. Il a été lancé en 1948 et a transféré des barges ferroviaires entre Penticton et Kelowna. Il a été retiré en 1973, devenant le dernier de nombreux remorqueurs à opérer sur le lac Okanagan. 
Le remorqueur no. 6 a été déplacé à Penticton en 2007 pour se reposer aux côtés du remorqueur SS Naramata et du bateau à roue à aubes SS Sicamous, du Canadien Pacifique, dans le cadre du S.S. Sicamous Inland Marine Museum. Les navires sont en cours de restauration par la SS Sicamous Restoration Society.